# روب شميت
روب شميت (بالإنجليزية: Rob Schmidt)‏ هو كاتب سيناريو ومخرج أمريكي، ولد في 25 سبتمبر 1965 في Slippery Rock, Pennsylvania ‏ في الولايات المتحدة.

## وصلات خارجية
- روب شميت على موقع IMDb (الإنجليزية)
- روب شميت على موقع ألو سيني (الفرنسية)
- روب شميت على موقع أول موفي (الإنجليزية)
- روب شميت على موقع قاعدة بيانات الأفلام السويدية (السويدية)
- روب شميت على موقع إن إن دي بي (الإنجليزية)
- روب شميت على موقع قاعدة بيانات الفيلم (الإنجليزية)
- روب شميت على موقع كينوبويسك (الروسية)